# Рєусов Володимир Олексійович
Рєусов Володимир Олексійович (5 червня 1925 — 4 квітня, 2011) — академік Академії будівництва і архітектури, член-кореспондент Інженерної академії України. Заслужений будівельник Української РСР. Почесний громадянин міста Харкова.

## Біографія

### Перші роки та участь у німецько-радянській війні
Народився 5 червня 1925 а в місті Мерефа Харківської області в родині будівельника. У 1941 році на початку німецько-радянської війни був евакуйований з сім'єю з Харкова. У 1943 році зарахований до діючої армії. Був важко поранений в боях під Харковом, в результаті поранення позбувся одного ока.

### Післявоєнний період
У 1946 вступив до Харківський інженерно-будівельний інституту, який закінчив у 1951 за фахом архітектор. За розподілом потрапив у Укргідроенергопром. З 1952 року працював архітектором у проектному інституті, інструктором, заступником, потім завідувачем відділу Харківського міськкому партії, заступником директора з наукової роботи в ЮЖНІІ, ПромбудНДІпроект
У 1963—1968 роках обіймав посаду заступника директора з наукової роботи Південного науково-дослідного інституту будівництва обласного комітету Комуністичної партії УРСР

### В партійних і керівних органах
У 1968–1985 роках — завідувач відділом будівництва обкому партії, потім — проректор, а з 1991 — професор кафедри архітектурних конструкцій Харківського державного технічного університету будівництва і архітектури. Автор більше 80-ти друкованих праць, у тому числі монографій. Має 7 авторських свідоцтв. Кандидат технічних наук.
Рєусов як керівник і координатор будівельного комплексу міста Харківа й області вніс значний внесок у відновлення промислових підприємств, комунального і житлового господарства Харкова, розвиток будівельного комплексу, створення потужної бази будівельної індустрії. Був одним з ініціаторів будівництва міського метрополітену. Працював над питаннями відновлення і оновлення житлового фонду Харкова, спорудження нових житлових масивів на Салтівці, Олексіївці, Рогані, Салтівського (Журавлівського) та Краснопавлівського водосховищ, подачі води в місто і водовідведення, розвитку заводів військово-промислового комплексу, сільськогосподарського машинобудування та інших галузей в Харкові, Лозовій, Куп'янську, Первомайську, Балаклії. Протягом 30-ти років обирався депутатом Харківської міськради, головою постійної комісії з будівництва. З 1999 рік а очолював Фонд ветеранів будівництва Харкова.

## Смерть
Володимир Рєусов помер 4 квітня 2011 рік а на 86-му році життя. В останні роки працював над створенням музею історії будівництва міста Харкова у ХДТУБА.

## Нагороди

### Бойові
- Ордена  Вітчизняної війни I ступеня
- Червоної Зірки

### Трудові
- Орден  Трудового Червоного Прапора
- Орден Трудового Червоного Прапора
- Орден Трудового Червоного Прапора
- Богдана Хмельницького III ступеня, Україна
- Дружби народів
- Медалі
- Почесна грамота  Президії Верховної Ради УРСР.

## Звання
- Кандидат технічних наук
- Академік Академії будівництва і архітектури
- Член-кореспондент Інженерної академії України
- Заслужений будівельник УРСР
- Двічі лауреат премії  Ради Міністрів СРСР.
- Почесний громадянин міста Харкова[4].

## Пам'ять
- 27 грудня 2012 а в Харківському державному технічному університеті будівництва та архітектури відкрили меморіальну дошку Володимиру Олексійовичу[5]. (рос.)

## Основні праці
- Реусов В. А. Люди и стройки. Капитальное строительство Харьковской области за 50 лет. 1952—2002 гг. — Х.: ЧП Шуст А. И., 2003. — 414 с.: ил. — Библиогр.: с. 399. (рос.)
- Харьков: Архитектура, памятники, новостройки. Путеводитель. / Сост. А. Ю. Лейбфрейд, В. А. Реусов, А. А. Тиц. — Х.: Прапор, 1985. — 151 с, ил. (рос.)